# Amélie Lundahl
Helga Amélie Lundahl (n. 26 mai 1850, Uleåborg, Imperiul Rus – d. 20 august 1914, Helsingfors, Imperiul Rus)  a fost o pictoriță finlandeză.

## Biografie
S-a născut la Oulu, cea mai mică dintre cei unsprezece copii ai familiei. Mama ei a murit când ea avea trei luni, iar tatăl ei, Abraham, reprezentant al orașului (procuror) a murit când ea avea opt ani.

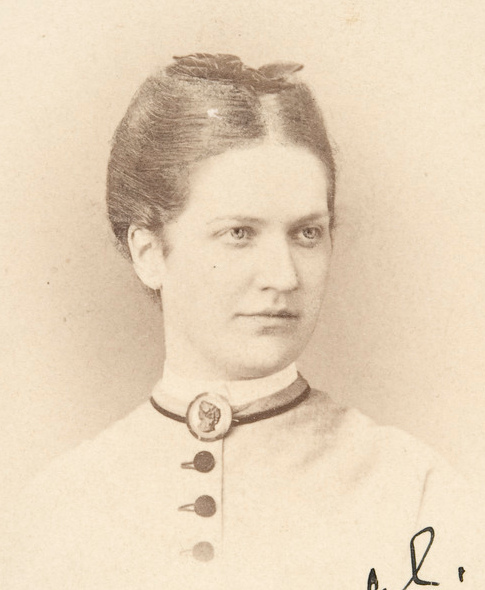
Lundahl în 1860–1875

Din 1860 până în 1862, a participat la „Svenska Privatskolan” din Oulu. Din 1872 până în 1876 a studiat la Academia de Arte Frumoase din Helsinki, cu o scurtă ședere la Școala de Artă și Design din Stockholm, care a fost posibilă printr-o bursă de călătorie. O altă bursă de călătorie i-a permis să meargă la Paris, unde a studiat la Académie Julian cu Tony Robert-Fleury, printre alții, între 1877 și 1881. A stat acolo timp de doisprezece ani în total, iar Bretania a devenit locația ei preferată pentru pictură.

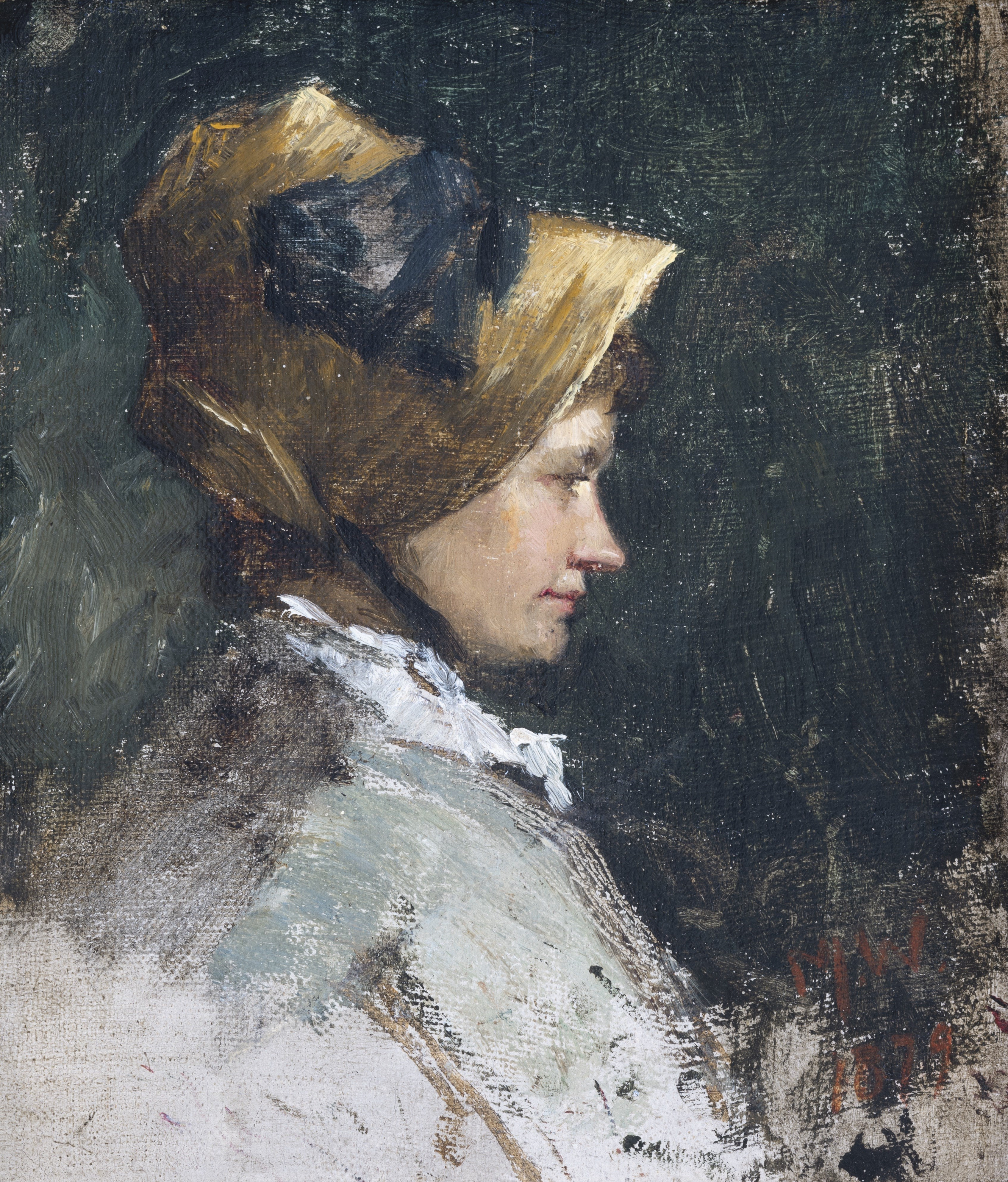
Portret de, 1879

După ce s-a întors în Finlanda în 1889, ea și Victor Westerholm⁠(d) au ajutat la înființarea „Önningebykolonin”, o colonie de artă în satul Önningeby⁠(d) din Åland.

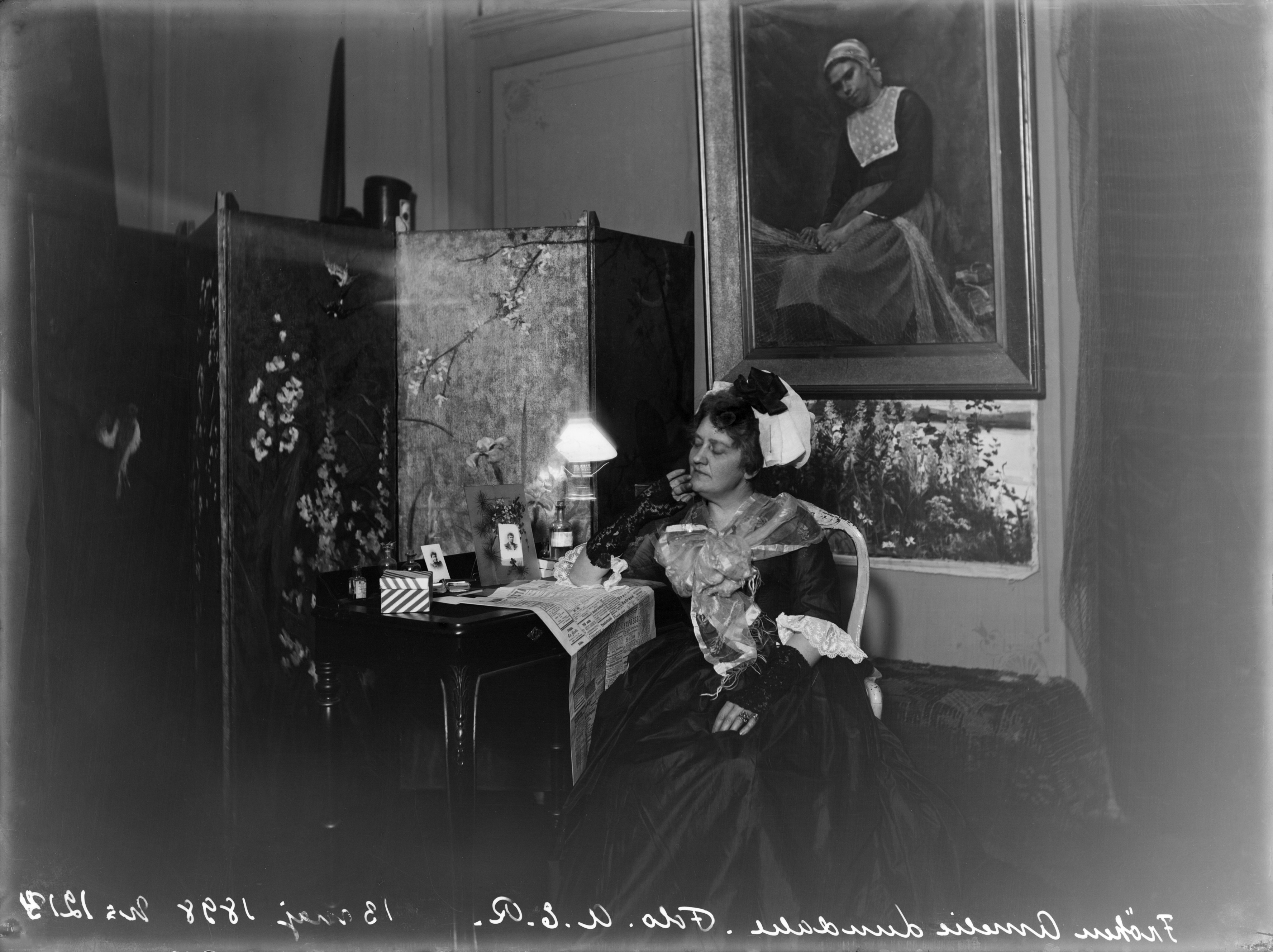
La ea acasă în 1898

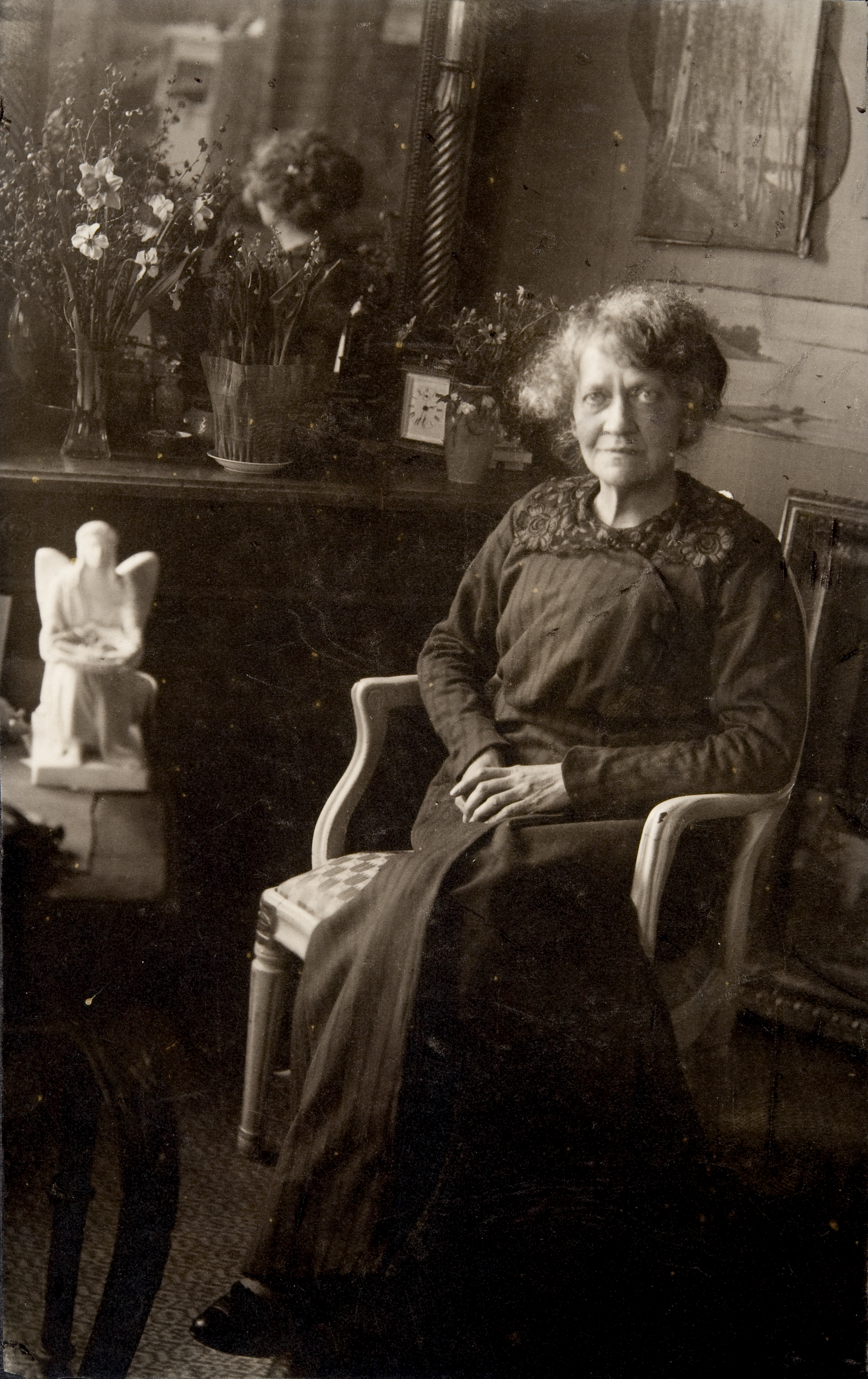
Lundahl în 1914

A murit în 1914 la Helsinki. Se crede că moartea ei a fost cauzată de leucemie.

## Galerie

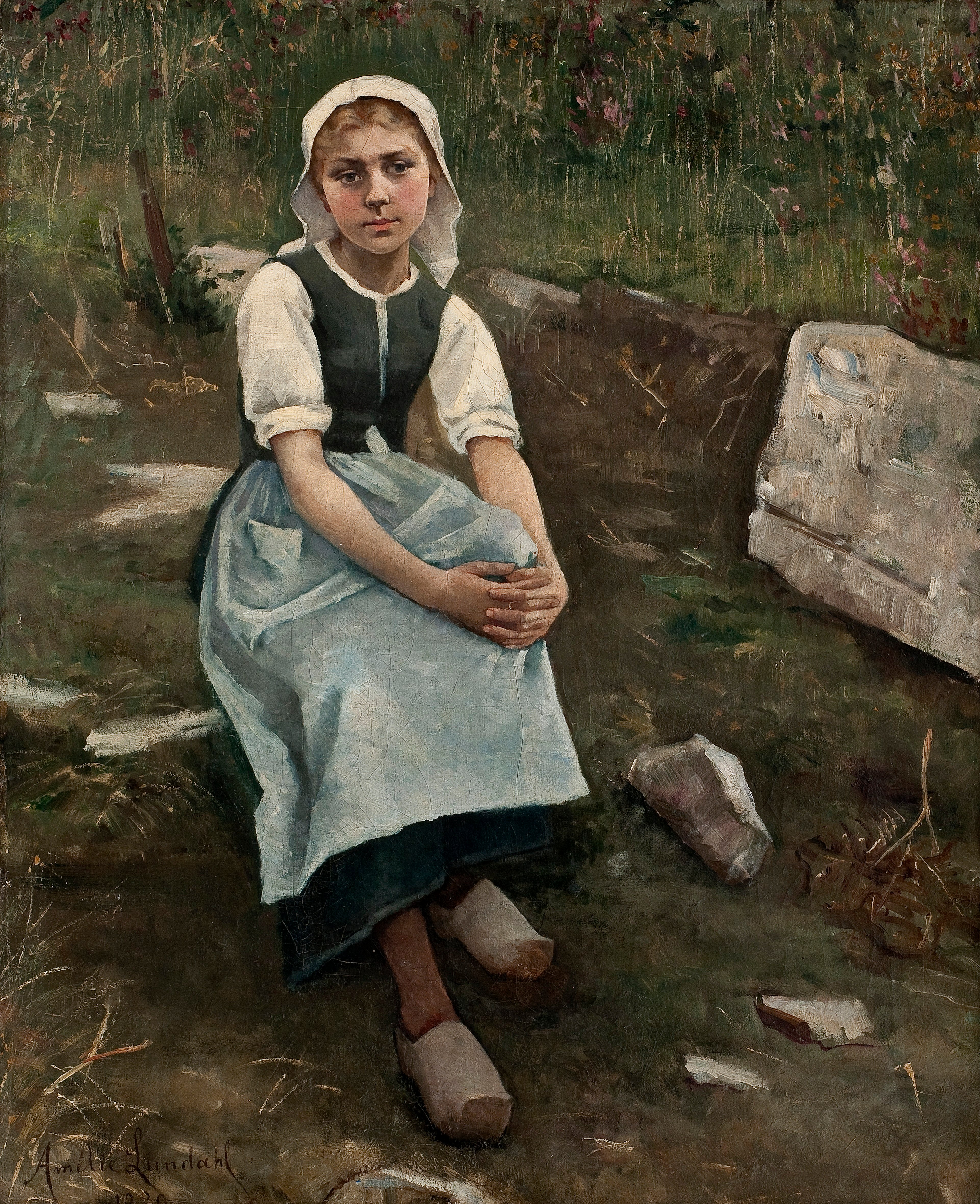
Fată din Bretania, 1880
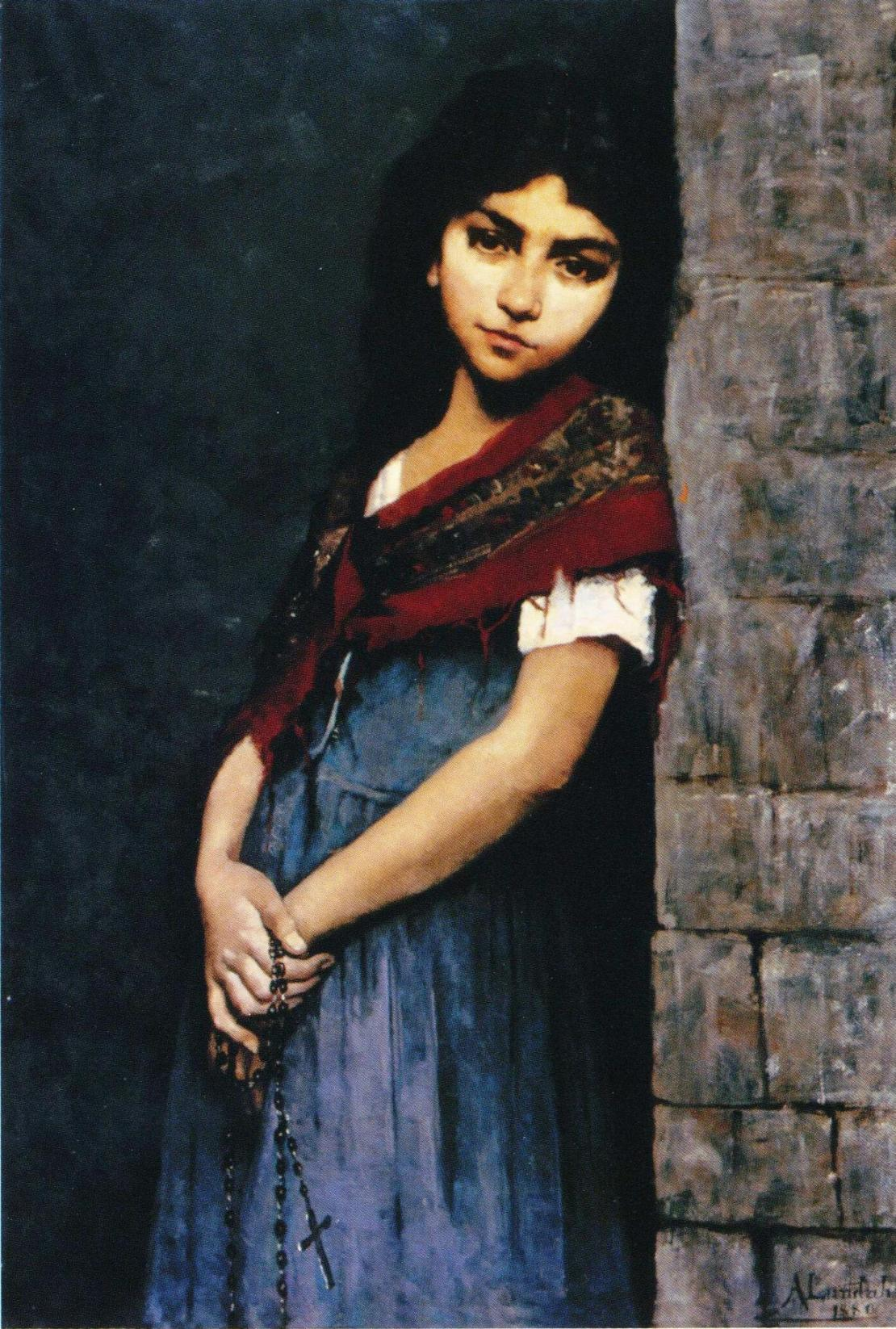
Lângă biserică, 1880
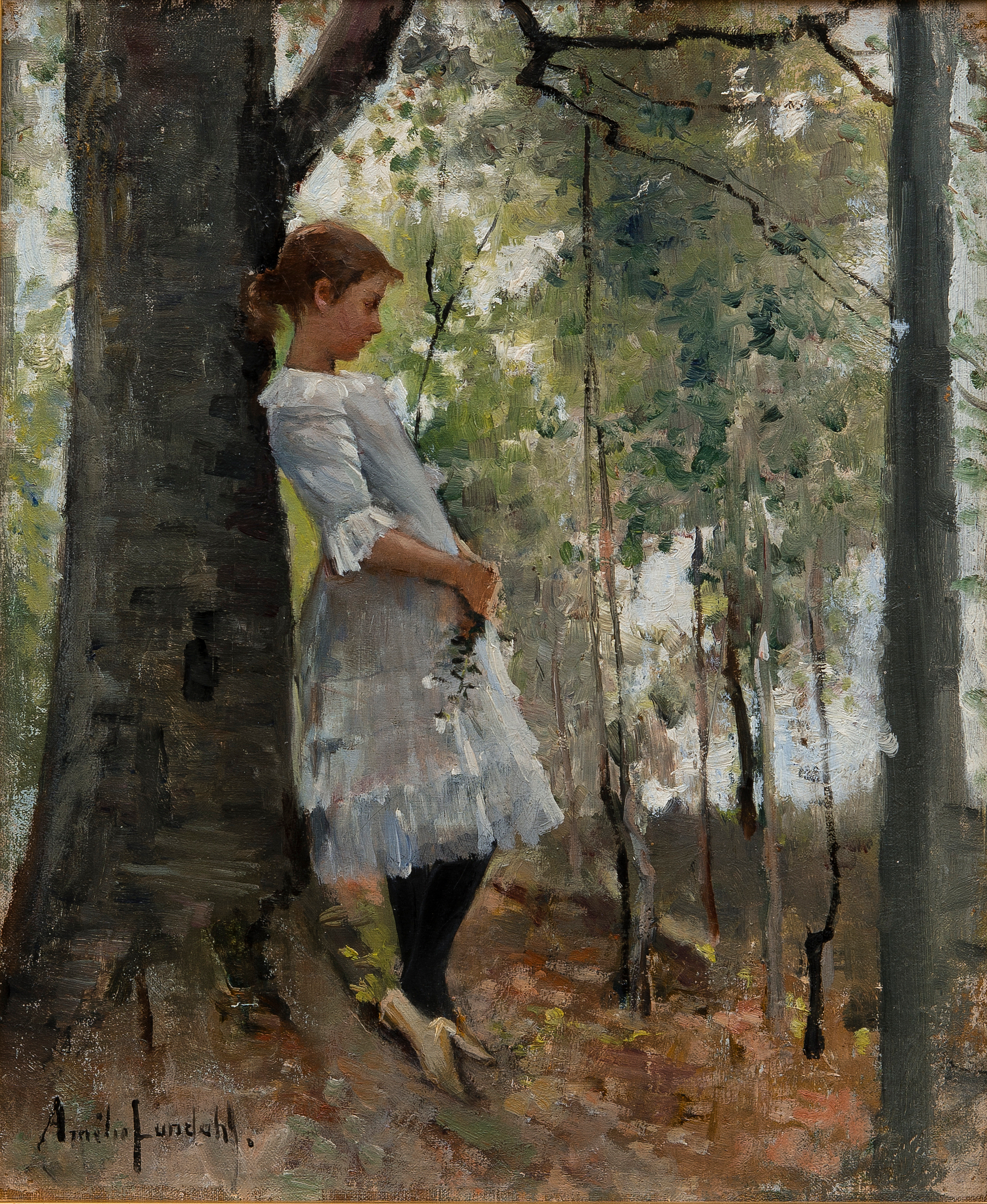
Fată în pădurea de foioase, începutul anilor 1880
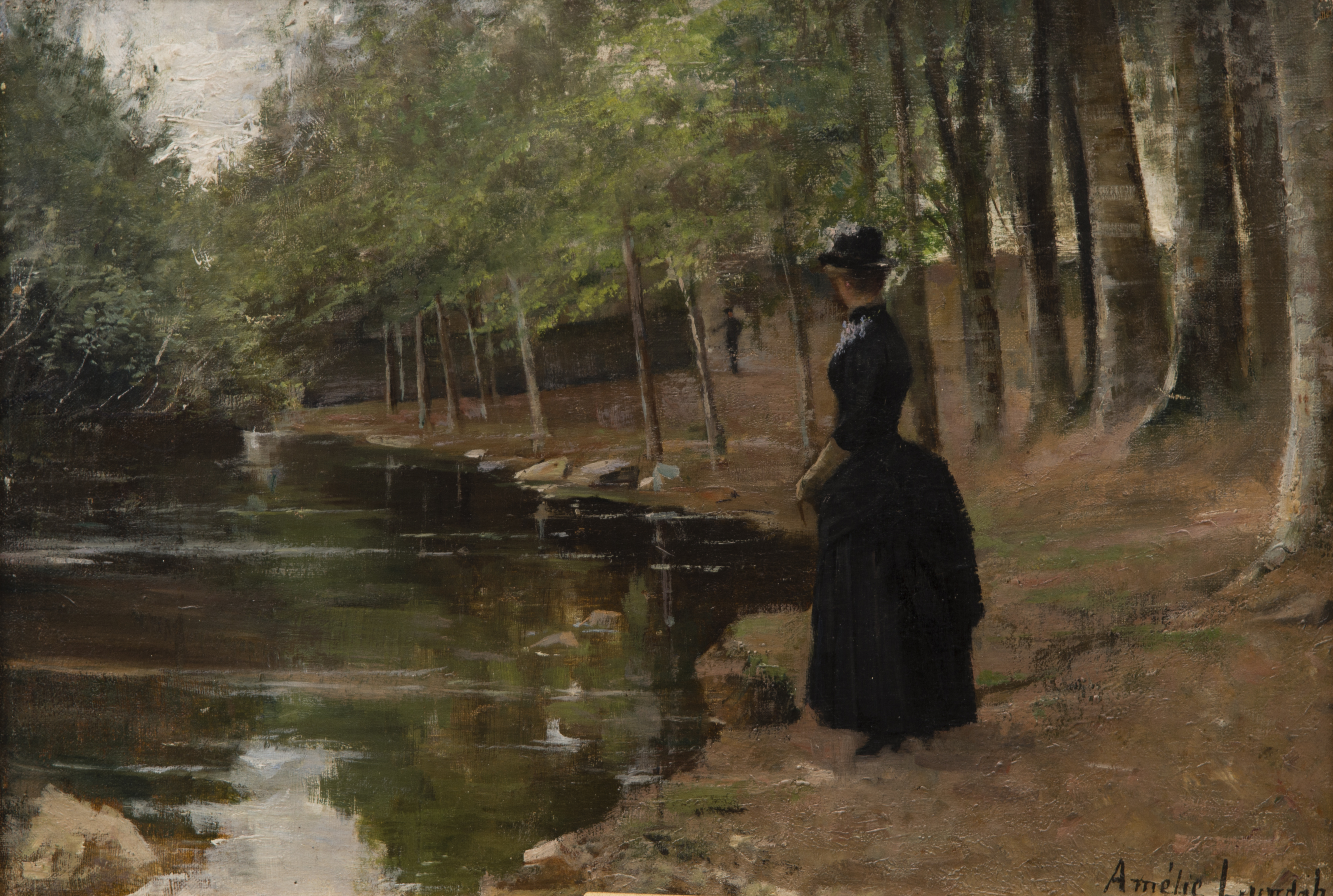
Rendez-vous, 1880s
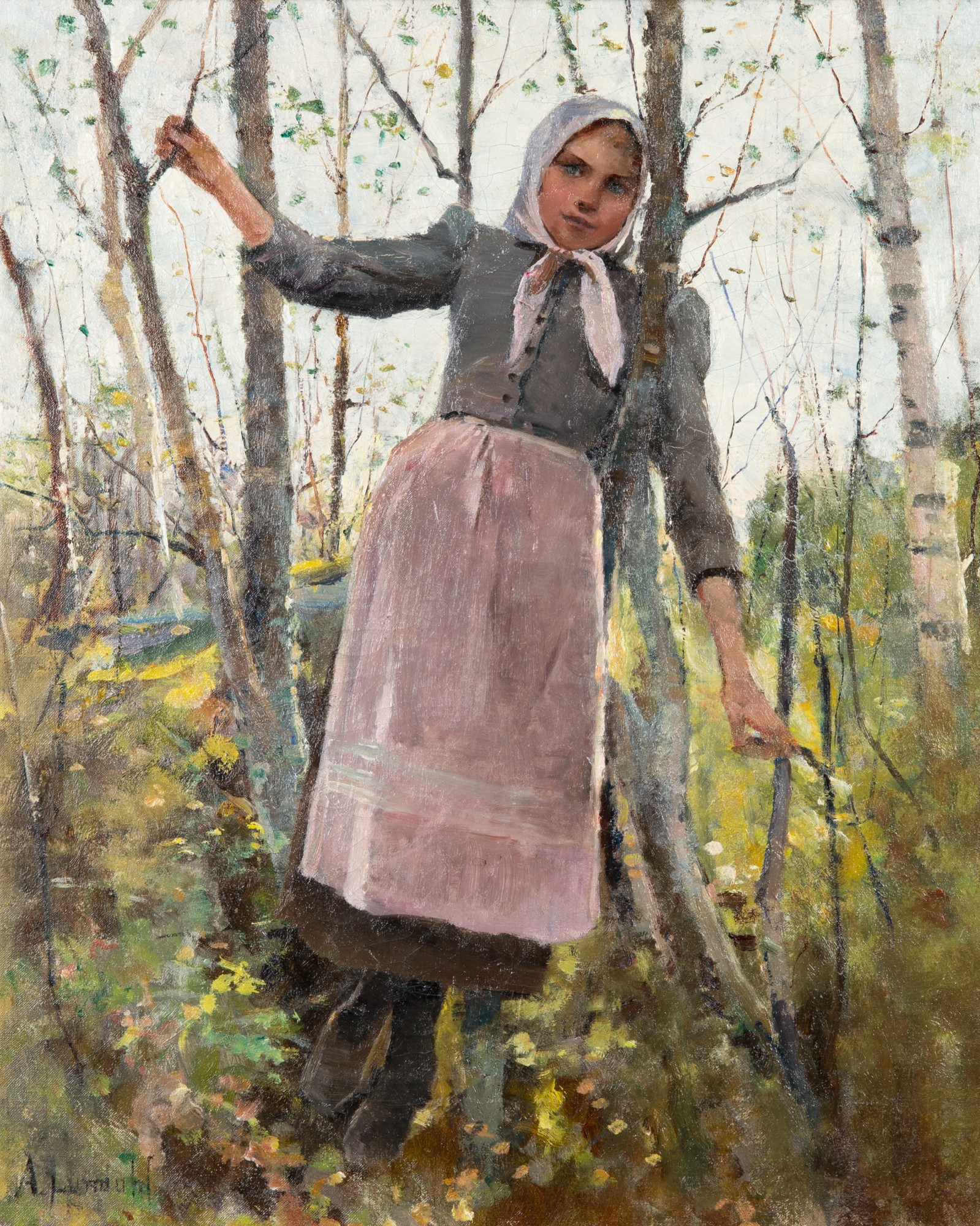
Primăvară; Fată în pădure de mesteceni, dată necunoscută
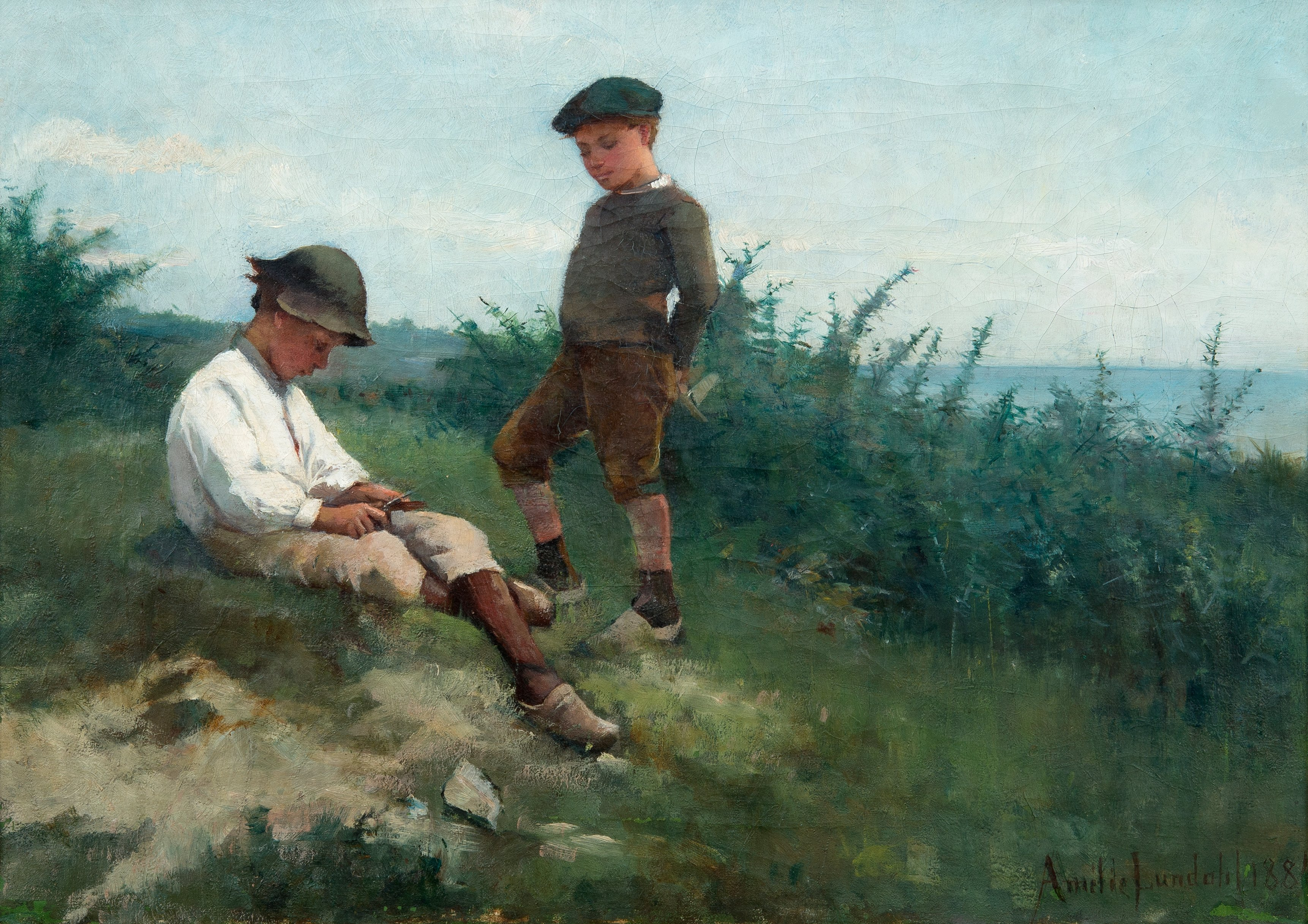
Băieți pe mal, 1881
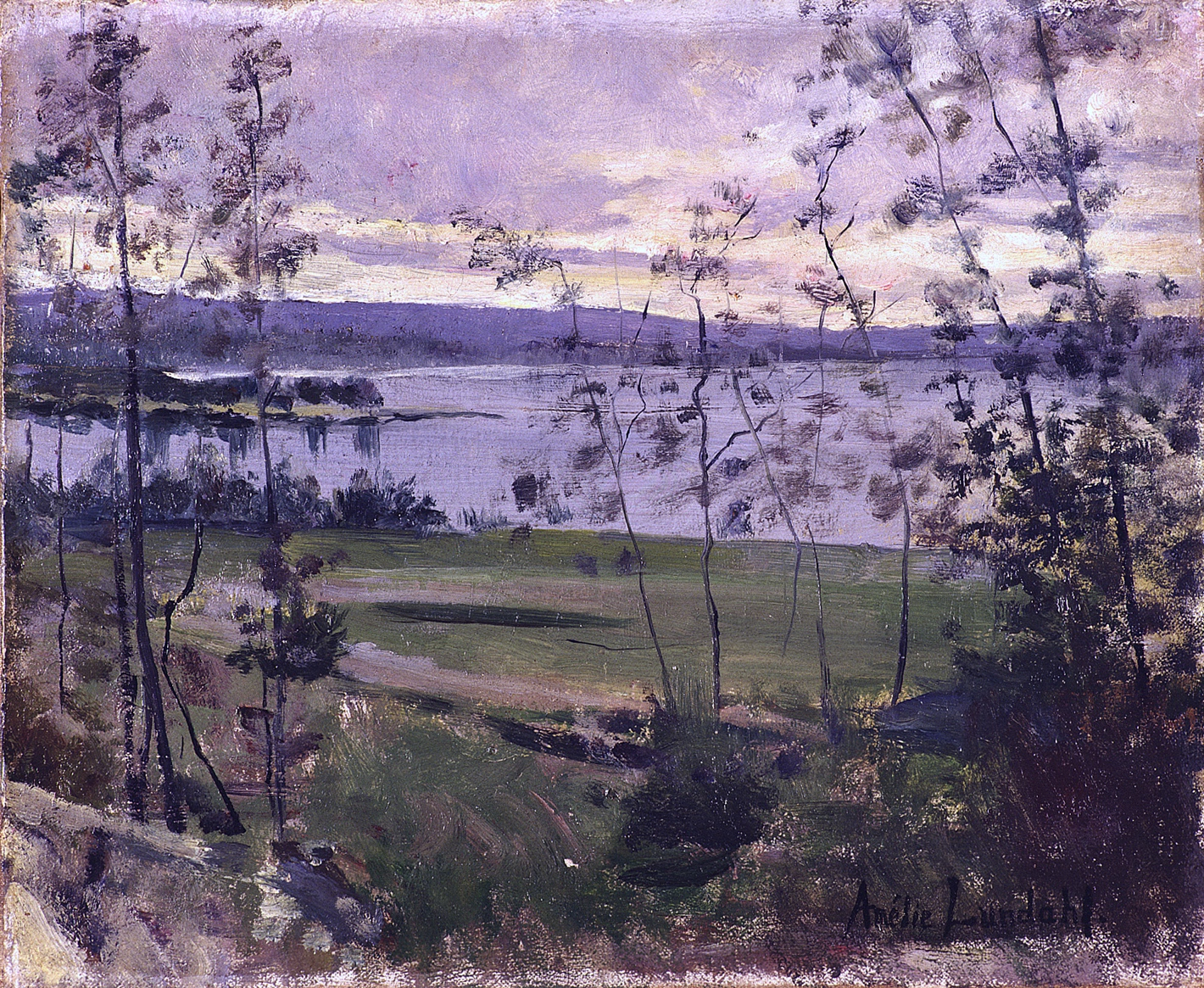
Peisaj, 1881
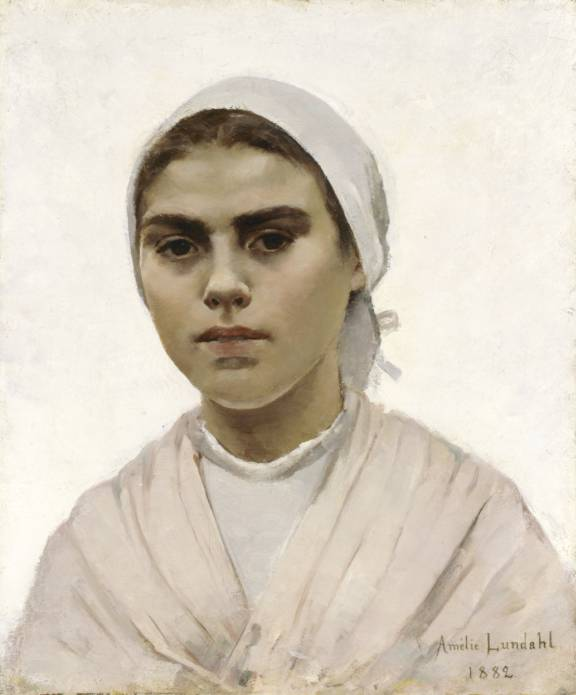
Cap de fată, Bretania, 1882
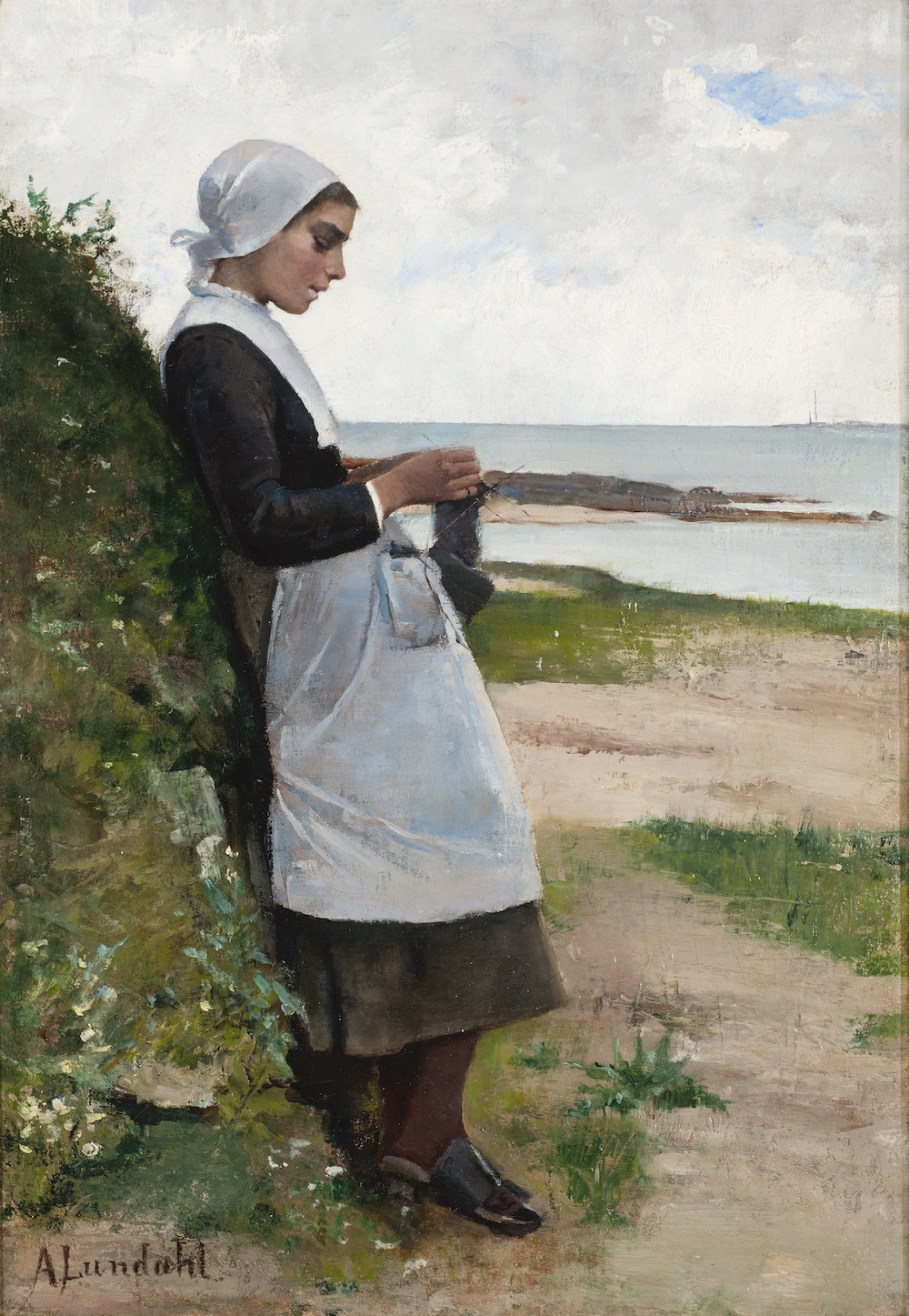
Fată bretonă (tricotând șosete), 1883
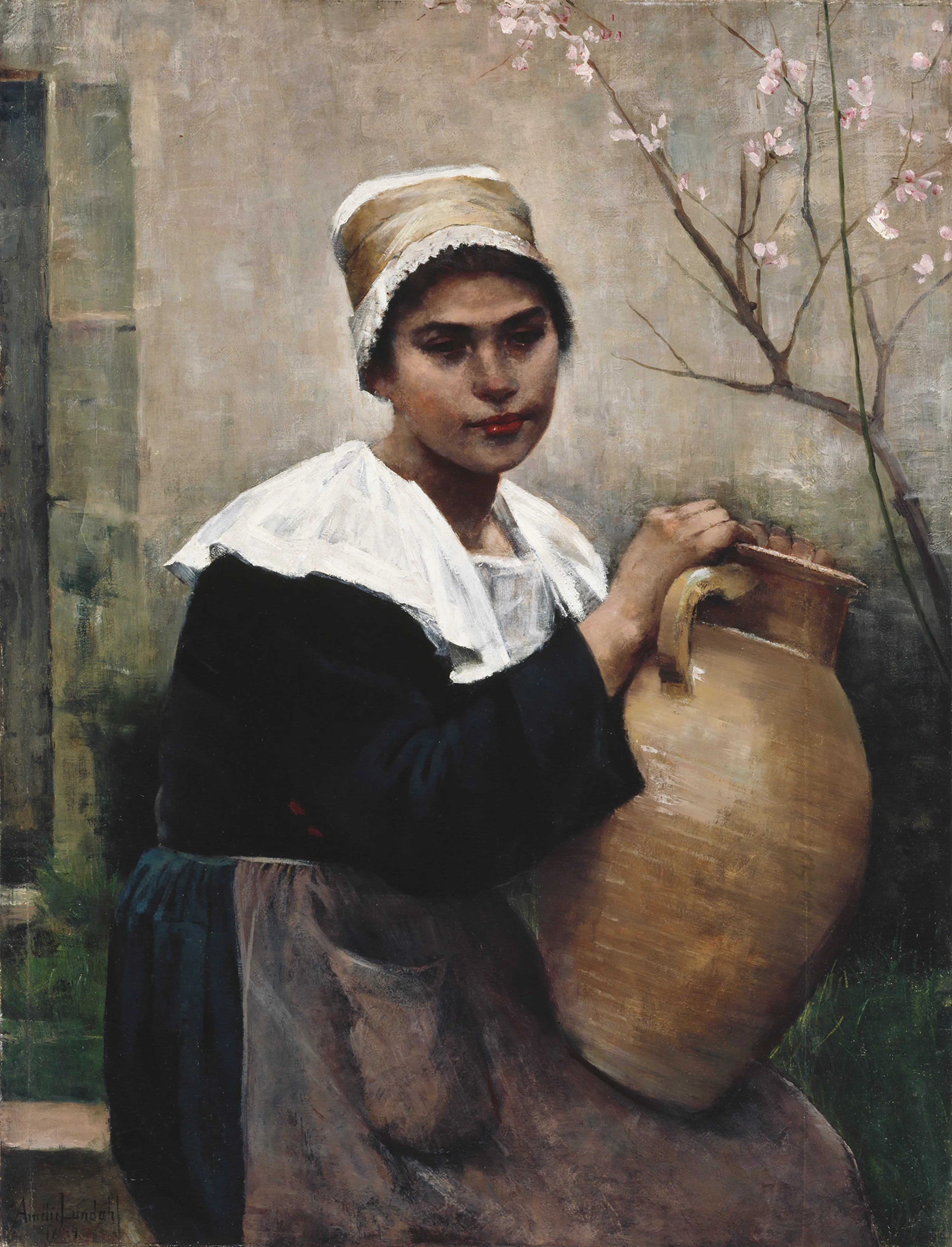
Fată bretonă ținând un vas, 1884
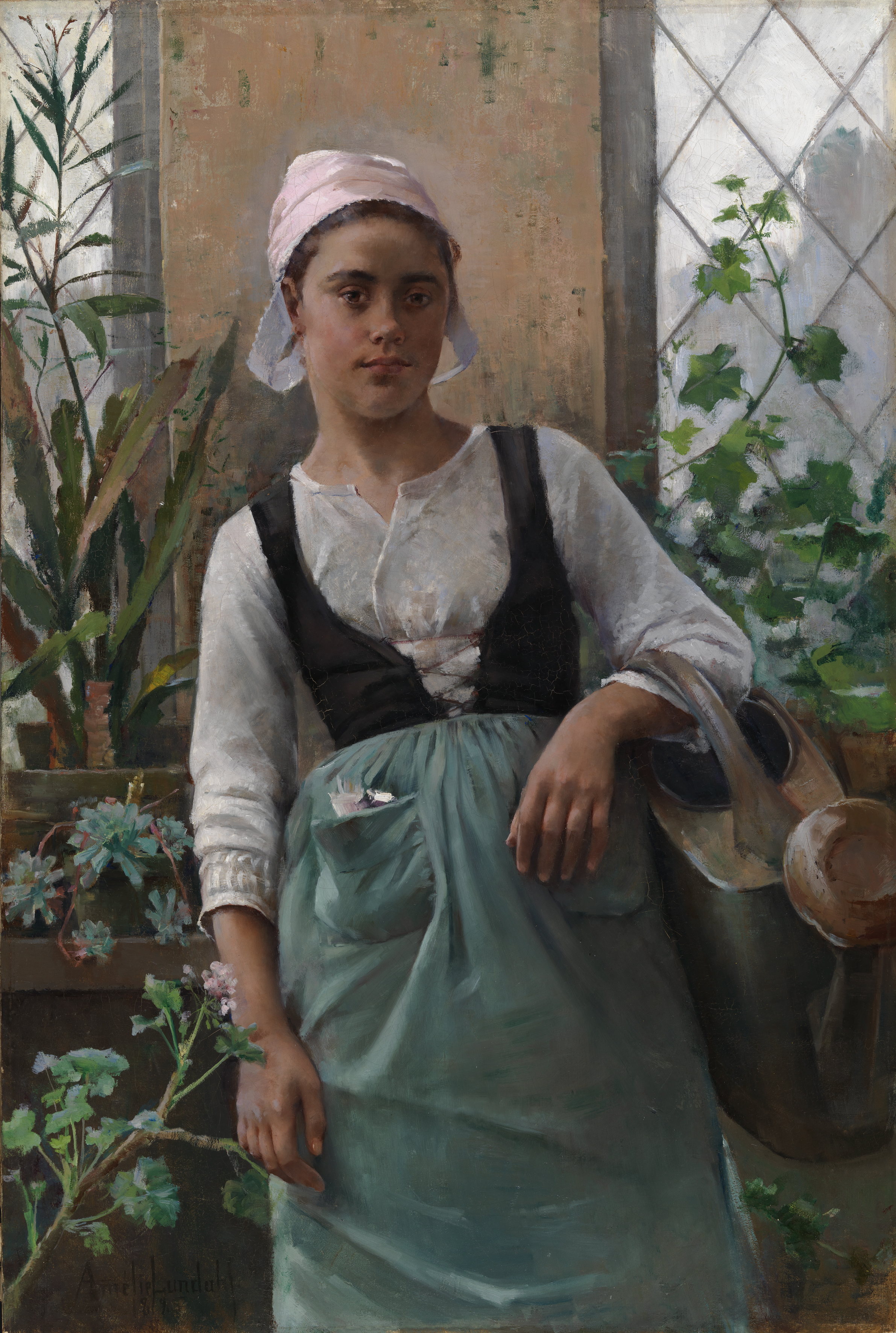
Grădinărița, 1885
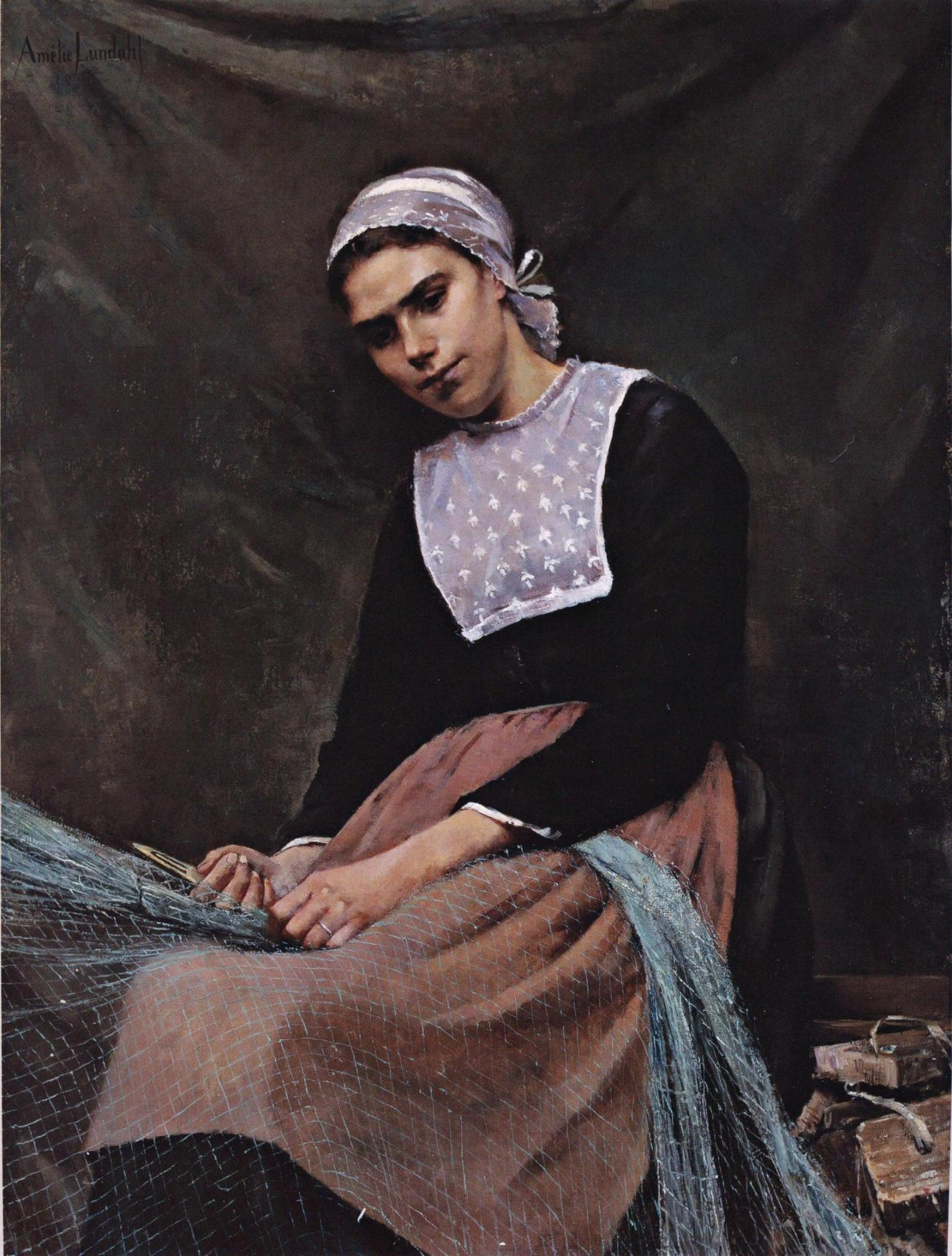
Pescărița, 1880s
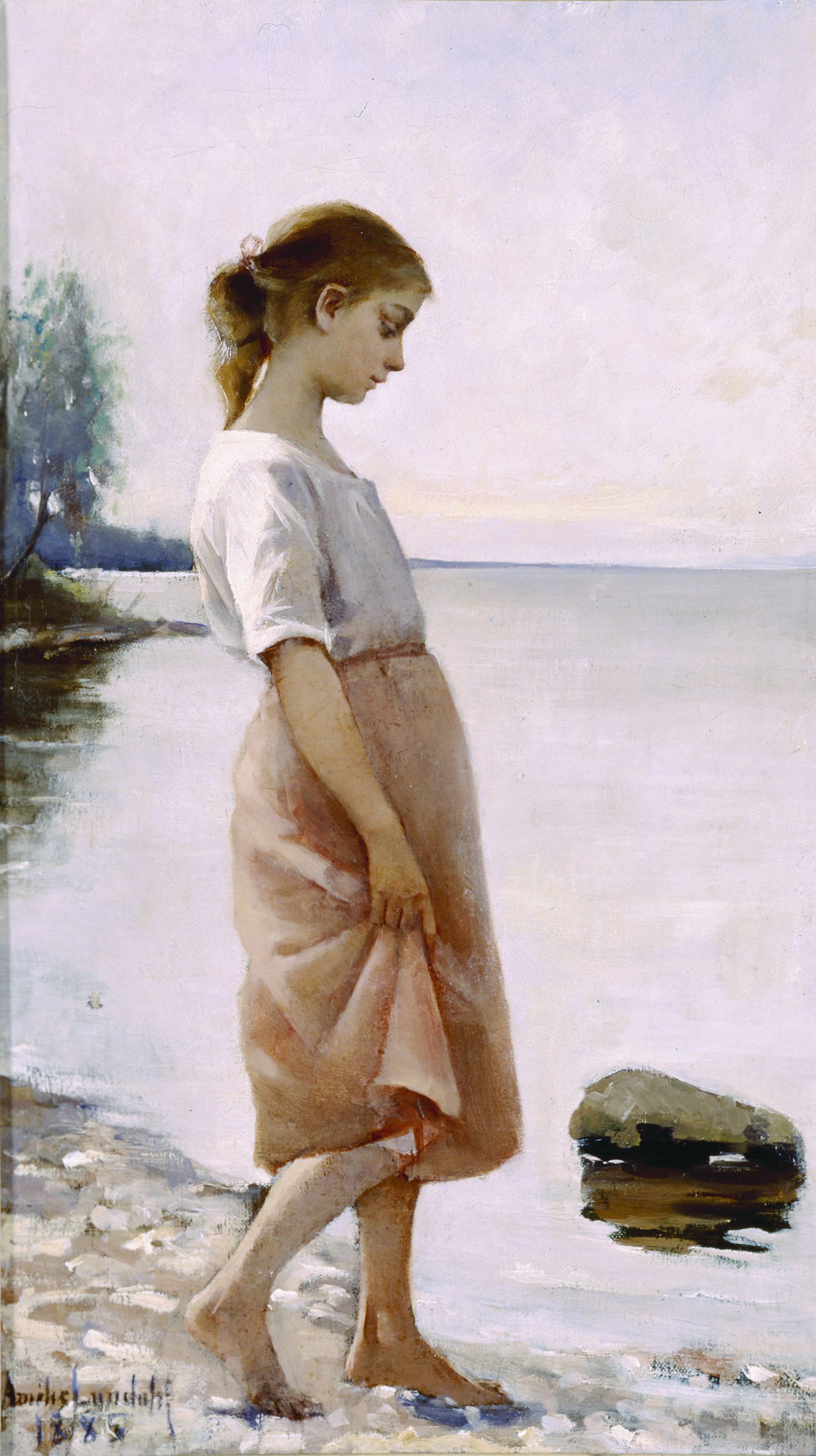
Înainte de înot, 1885
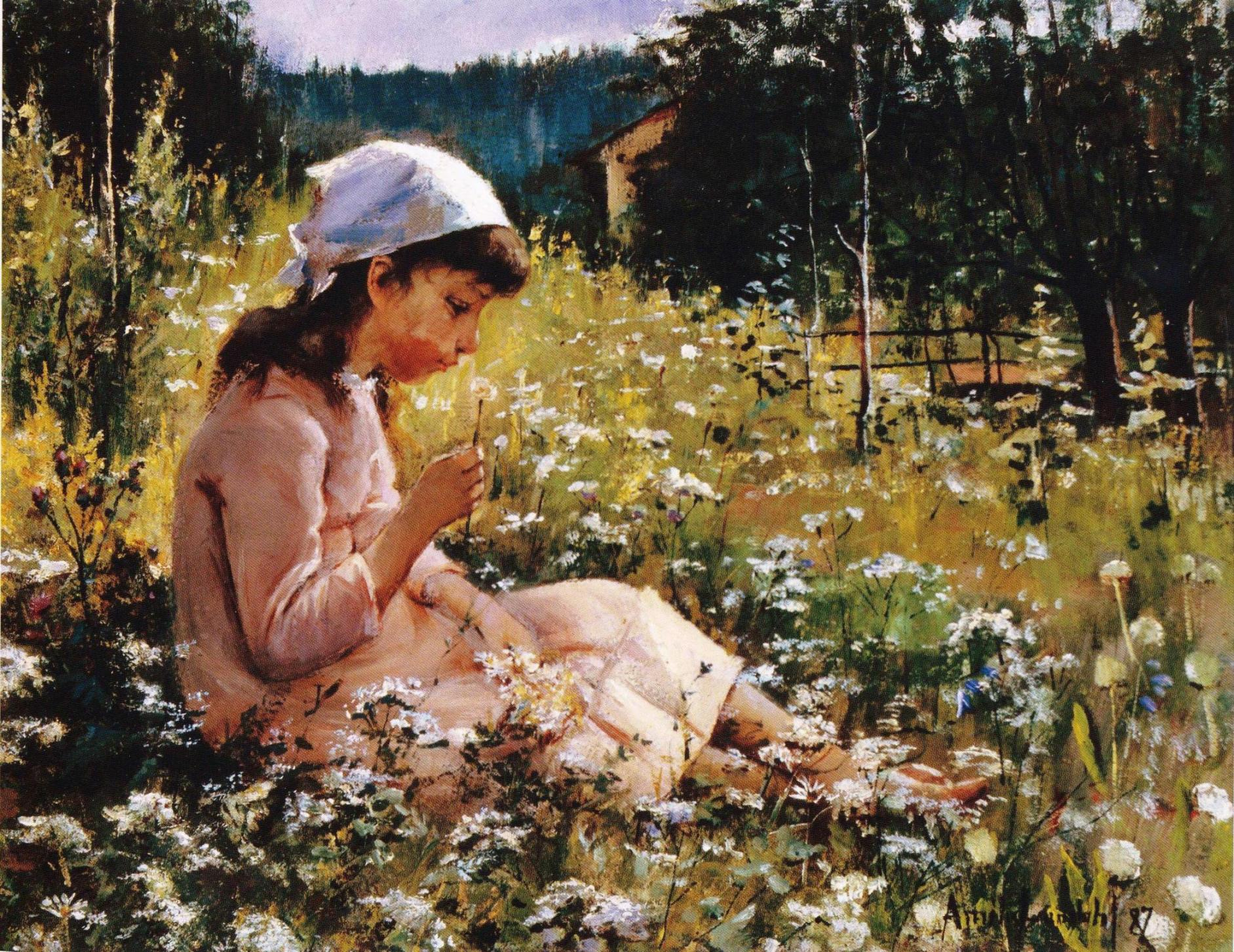
În mijlocul florilor, 1887
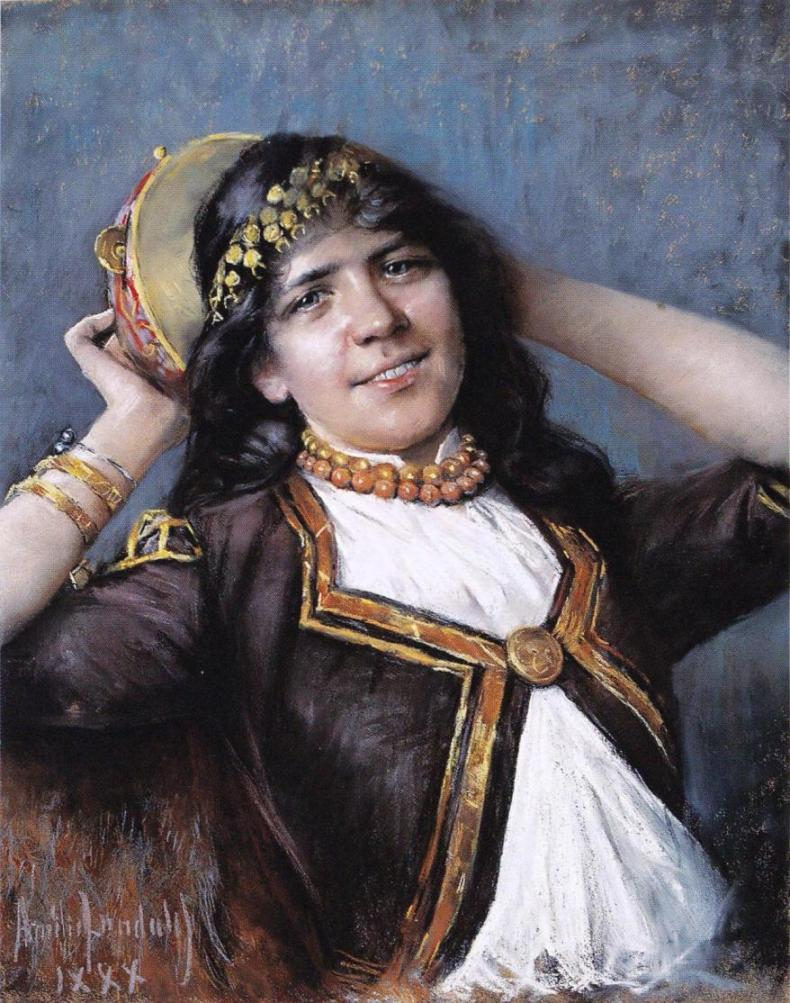
Cântăreața la tamburină, 1888
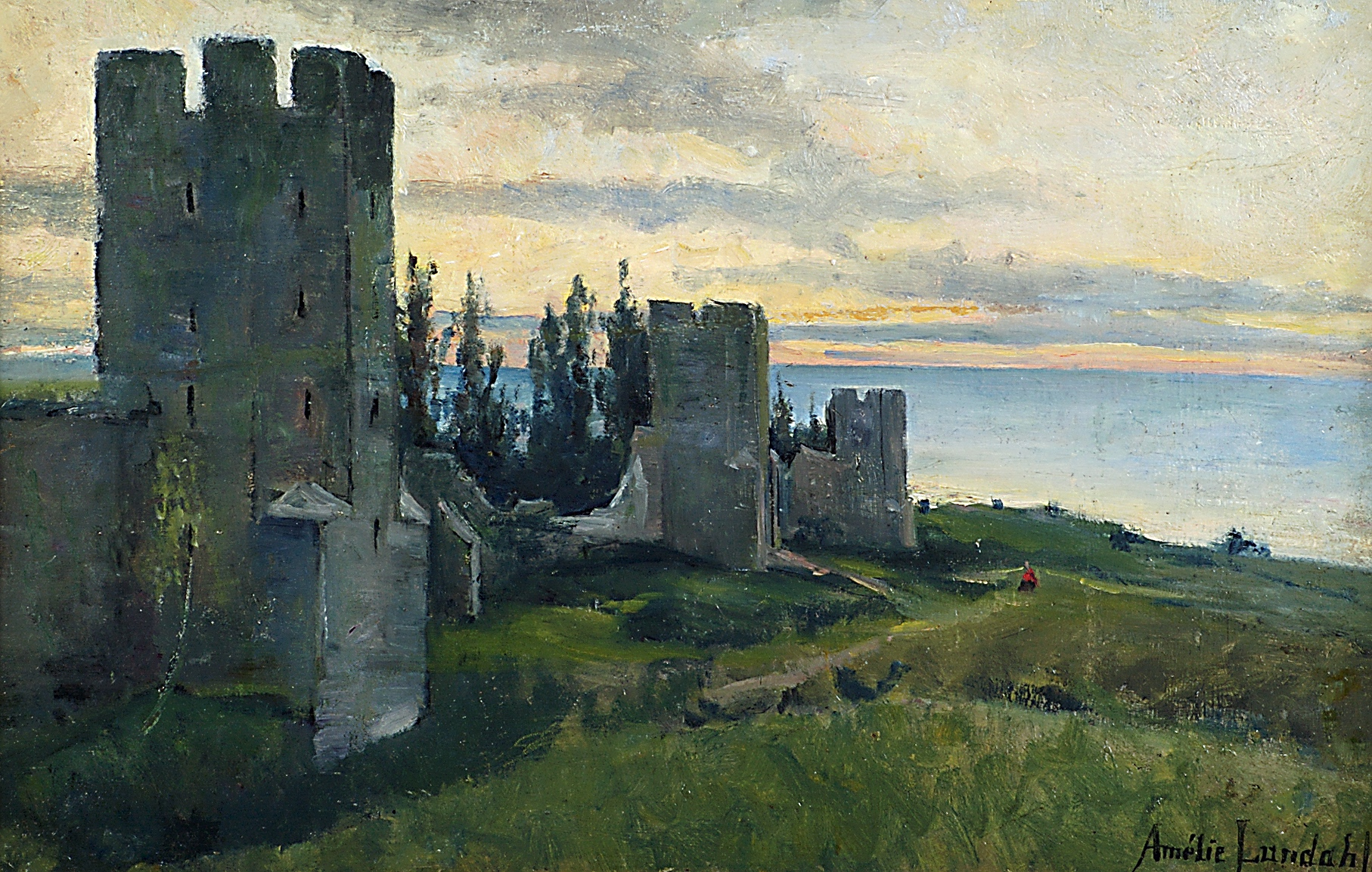
Ruinele castelului (Visby City Wall⁠(d)), posibil 1888
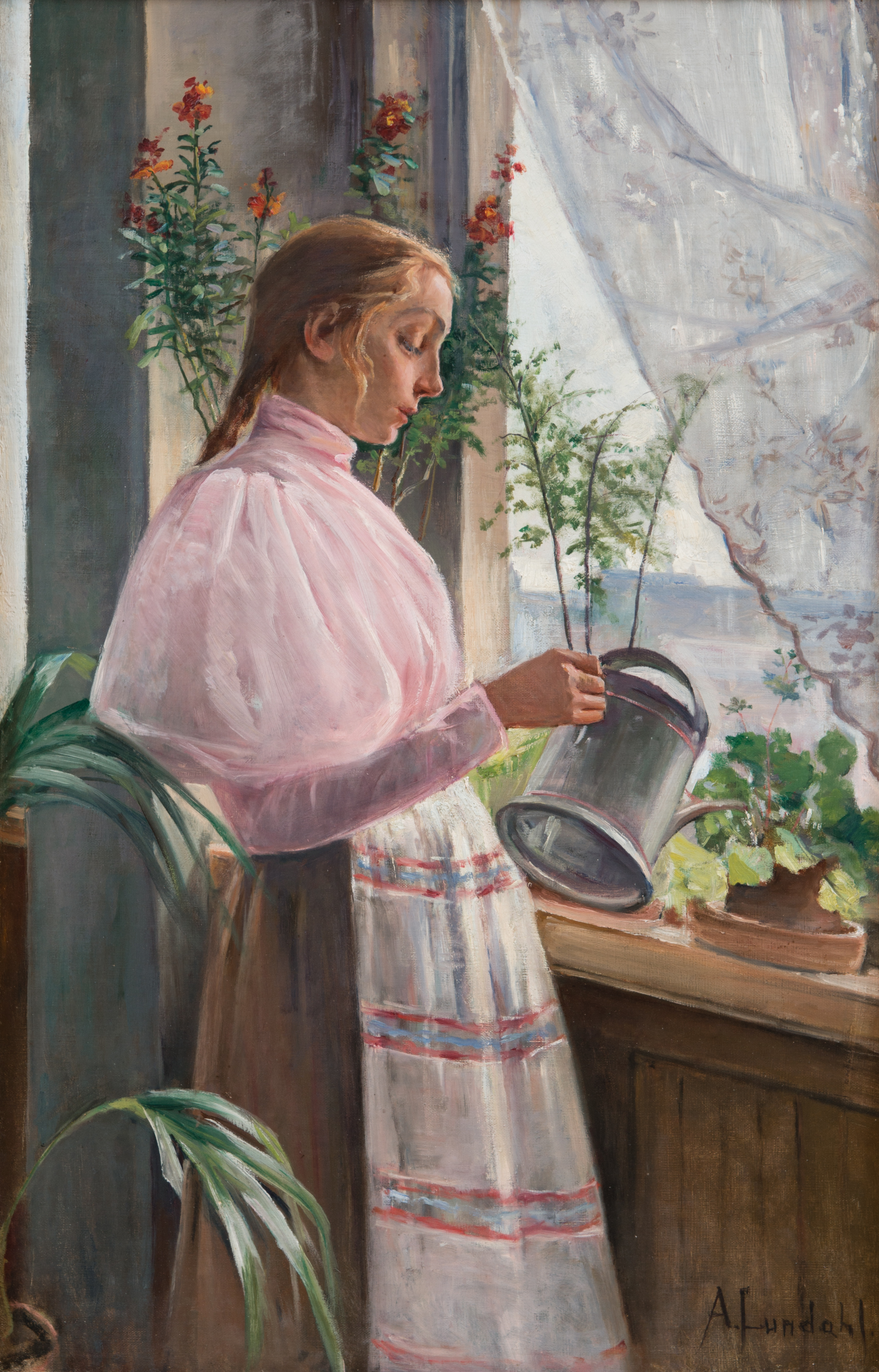
Fată udând florile, posibil începutul anilor 1890
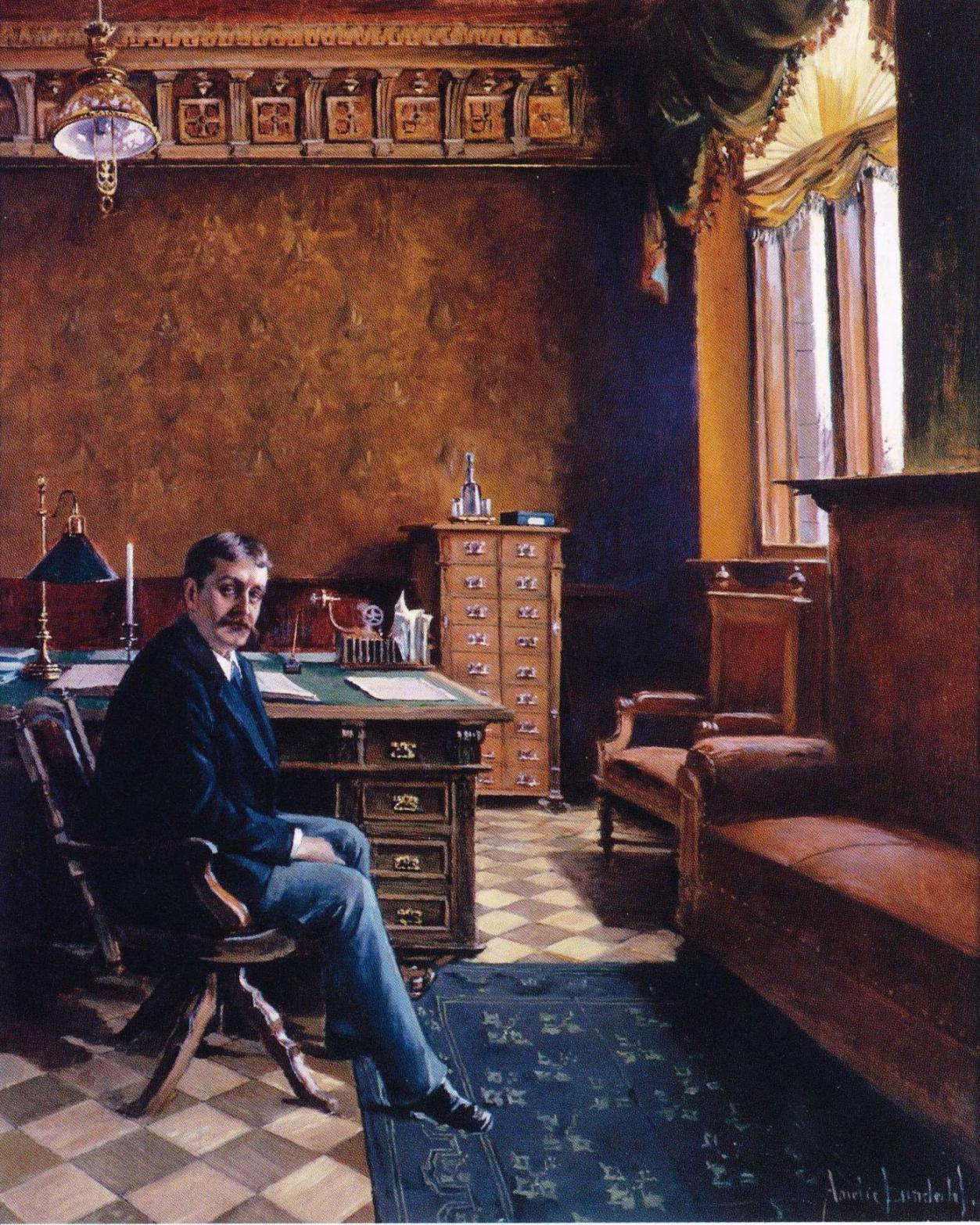
Portretul lui Edvin Kaslin, în jurul anului 1900